# Avery Bradley
Avery Antonio Bradley Jr. (Tacoma, Washington; 26 de noviembre de 1990) es un jugador de baloncesto estadounidense que actualmente se encuentra sin equipo. Con 1,91 metros de estatura, juega en la posición de escolta.

## Trayectoria deportiva

### High School
Bradley fue incluido como uno de los mejores jugadores de instituto de la nación de la clase de 2009, en el primer puesto por ESPNU100, en el cuarto por Rivals.com, y en el quinto por Scout.com. Bradley lideró al Findlay College Prep al campeonato nacional de instituto al derrotar en la final a la Oak Hill Academy por 56–53. Bradley jugó el McDonald's All-American Game de 2009 y ganó el concurso de mates del evento. Antes de ser trasladado al Findlay Prep en su segundo año, Bradley asistió durante tres años al Bellarmine Preparatory School, y junto con Abdul Gaddy, lideró al Bellarmine Prep a la tercera plaza en el torneo estatal 4A WIAA.

### Universidad
Bradley asistió a la Universidad de Texas en Austin. En su única temporada, Bradley disputó los 34 partidos de la temporada y promedió 11.6 puntos por partido. Fue nombrado en el mejor equipo de novatos del oeste de la NCAA.

#### Estadísticas
| Año     | Equipo | PJ | PT | MPP  | %TC  | %3P  | %TL  | RPP | APP | ROB | TPP | PPP  |
| ------- | ------ | -- | -- | ---- | ---- | ---- | ---- | --- | --- | --- | --- | ---- |
| 2009–10 | Texas  | 34 | 32 | 29.5 | .432 | .375 | .545 | 2.9 | 2.1 | 1.3 | .5  | 11.6 |

### Profesional
Fue seleccionado en la 19.ª posición del Draft de la NBA de 2010 por Boston Celtics, y el 2 de julio de 2010 firmó el contrato de novato con el equipo.
En los Playoffs de 2012, Avery sufrió una dislocación del hombro que le apartó de las canchas varios meses.
La noche del 5 de febrero de 2016 Avery Bradley silenció Cleveland con un triple que quedará para la historia en la victoria de Boston Celtics por 103 a 104. Un año más tarde,en las finales de conferencia(BOS-CLE) enchufó otro triple decisivo que les daría la victoria.
En enero de 2018 fue traspasado a Los Angeles Clippers junto a Tobias Harris, Boban Marjanovic, una primera ronda del Draft (protegida del 1-4 desde 2018 a 2020) y una segunda ronda, a cambio de Blake Griffin, Brice Johnson, Willie Reed y una segunda ronda del Draft de 2019.
En febrero de 2019 fue traspasado a Memphis Grizzlies a cambio de JaMychal Green y Garrett Temple.
El 8 de julio de 2019, firma un contrato con Los Angeles Lakers de $9,7 millones por 2 años. A pesar de tomar la decisión de no disputar ningún partido de playoffs el 11 de octubre de 2020 se proclama campeón de la NBA por primera vez en su carrera tras vencer a Miami Heat en la final de la NBA.
Después de un año en Los Ángeles, el 21 de noviembre de 2020, ficha por Miami Heat. Pero tras unos meses en Miami, el 25 de marzo de 2021, es traspasado a Houston Rockets junto a Kelly Olynyk a cambio de Victor Oladipo.
El 24 de septiembre de 2021, firma como agente libre con Golden State Warriors, pero es cortado a mediados de octubre y firma de nuevo con Los Angeles Lakers.

## Estadísticas de su carrera en la NBA
|  | Denota temporadas en las que su equipo fue Campeón de la NBA |

### Temporada regular
| Año     | Equipo        | PJ  | PT  | MPP  | %TC  | %3P  | %TL   | RPP | APP | ROB | TPP | PPP  |
| ------- | ------------- | --- | --- | ---- | ---- | ---- | ----- | --- | --- | --- | --- | ---- |
| 2010-11 | Boston        | 31  | 0   | 5.2  | .343 | .000 | .500  | .5  | .4  | .3  | .0  | 1.7  |
| 2011-12 | Boston        | 64  | 28  | 21.4 | .498 | .407 | .795  | 1.8 | 1.4 | .7  | .2  | 7.6  |
| 2012-13 | Boston        | 50  | 50  | 28.7 | .402 | .317 | .755  | 2.2 | 2.1 | 1.3 | .4  | 9.2  |
| 2013-14 | Boston        | 60  | 58  | 30.9 | .438 | .395 | .804  | 3.8 | 1.4 | 1.1 | .2  | 14.9 |
| 2014-15 | Boston        | 77  | 77  | 31.5 | .429 | .352 | .790  | 3.1 | 1.8 | 1.1 | .2  | 13.9 |
| 2015-16 | Boston        | 76  | 72  | 33.4 | .447 | .361 | .780  | 2.9 | 2.1 | 1.5 | .3  | 15.2 |
| 2016-17 | Boston        | 55  | 55  | 33.4 | .463 | .390 | .731  | 6.1 | 2.2 | 1.2 | .2  | 16.3 |
| 2017-18 | Detroit       | 40  | 40  | 31.7 | .409 | .381 | .763  | 2.4 | 2.1 | 1.2 | .2  | 15.0 |
| 2017-18 | L.A. Clippers | 6   | 6   | 27.5 | .473 | .111 | 1.000 | 3.7 | 1.8 | .8  | .2  | 9.2  |
| 2018-19 | L.A. Clippers | 49  | 49  | 29.9 | .383 | .337 | .800  | 2.7 | 2.0 | .6  | .3  | 8.2  |
| 2018-19 | Memphis       | 14  | 14  | 31.6 | .463 | .384 | .800  | 2.7 | 2.0 | .6  | .3  | 16.1 |
| 2019-20 | L.A. Lakers   | 49  | 44  | 24.2 | .444 | .364 | .833  | 2.3 | 1.3 | .9  | .1  | 8.6  |
| 2020-21 | Miami         | 10  | 1   | 21.1 | .470 | .421 | .778  | 1.8 | 1.4 | .7  | .1  | 8.5  |
| 2020-21 | Houston       | 17  | 5   | 23.0 | .314 | .270 | .833  | 2.3 | 1.9 | .8  | .1  | 5.2  |
| 2021-22 | L.A. Lakers   | 62  | 45  | 22.7 | .423 | .390 | .889  | 2.2 | .8  | .9  | .1  | 6.4  |
| Total   | Total         | 660 | 544 | 27.5 | .434 | .365 | .783  | 2.8 | 1.7 | 1.0 | .2  | 11.0 |

### Playoffs
| Año   | Equipo | PJ | PT | MPP  | %TC  | %3P  | %TL   | RPP | APP | ROB | TPP | PPP  |
| ----- | ------ | -- | -- | ---- | ---- | ---- | ----- | --- | --- | --- | --- | ---- |
| 2012  | Boston | 10 | 10 | 24.8 | .368 | .227 | .667  | 2.0 | .8  | .8  | .6  | 6.7  |
| 2013  | Boston | 6  | 6  | 31.8 | .405 | .250 | 1.000 | 2.2 | 1.3 | 1.8 | .2  | 6.7  |
| 2015  | Boston | 4  | 4  | 33.3 | .380 | .263 | .857  | 3.8 | .8  | .8  | .0  | 12.3 |
| 2016  | Boston | 1  | 1  | 33.0 | .438 | .143 | 1.000 | 3.0 | 1.0 | 1.0 | 1.0 | 18.0 |
| 2017  | Boston | 18 | 18 | 35.8 | .441 | .351 | .778  | 3.9 | 2.3 | 1.3 | .2  | 16.7 |
| Total | Total  | 39 | 39 | 32.1 | .420 | .312 | .780  | 3.1 | 1.6 | 1.2 | .3  | 12.2 |

## Estilo de juego
Bradley se caracteriza por ser un escolta bajo, pero gran defensor. Ya en el instituto, su entrenador dijo que era un jugador sin ninguna virtud, pero al que le gustaba defender. A partir de esto se ha hecho un nombre entre los grandes defensores exteriores de la liga. Otra faceta importante es su buen tiro exterior, con más de un 40% de acierto en sus tiros de tres puntos en la campaña 2011-12.